# Harm's Way
Harm's Way es una banda de hardcore punk straight edge estadounidense originaria de Chicago, Illinois formada en 2006. La banda comenzó como un proyecto paralelo, pero terminó convirtiéndose en una banda más seria y de tiempo completo en sus últimos años. Desde entonces, Harm's Way ha lanzado cuatro álbumes de estudio: Reality Approaches de 2009, Isolation de 2011, Rust de 2015 y Posthuman de 2018, además de varios EP. Han sido reconocidos por su mezcla única de hardcore, metal y música industrial.

## Historia
En 2006, los miembros de una banda punk straight edge llamada Few and the Proud comenzaron un «proyecto-barra-broma» para divertirse tocando canciones cortas y rápidas de powerviolence influenciados por bandas como Crossed Out e Infest. El baterista de Harm's Way, Chris Mills, comentó sobre los primeros días y la progresión de la banda, afirmando: «Tocábamos canciones super rápidas de powerviolence, y nuestro cantante se ponía una máscara y cantaba letras tontas sobre golpear a los chicos de la fraternidad o lo que fuera. Luego, cuando la banda se volvió más seria, retiramos muchos de esos elementos y entramos una dirección más death metal, más oscura y menos ridícula, incluso si algunos aspectos de ella todavía no eran 100 por ciento serios». Harm's Way lanzó varios álbumes, EP y sencillos a través de Organized Crime Records y Closed Casket Activities en sus primeros días.
Después del lanzamiento de su segundo álbum de estudio en 2011, Isolation, Harm's Way envió un correo electrónico a Jacob Bannon y a su sello Deathwish Inc., después de escuchar de que Jake era un fan de la banda y además para preguntar si el sello estaría interesado en firmarlos. La entrada de la banda en Deathwish se anunció en marzo de 2013. Harm's Way lanzó el EP Blinded, el 23 de julio de 2013; la portada fue hecha por Florian Bertmer (Agoraphobic Nosebleed, Jesuit y Rise and Fall), y lo promovieron con un video musical para la canción «Mind Control» seguido de una gira mundial. Mills comentó sobre su relación positiva con el sello, afirmando: «Ha sido increíble, han sido realmente útiles, tenemos un presupuesto más grande, pudimos hacer un video musical. Han estado dispuestos a hacer cualquier cosa que hayamos querido ser. Son realmente solidarios». Blinded también vio a la banda incorporar más elementos del metal industrial influenciado por Godflesh. En mayo y junio de 2014, Harm's Way participó en el festival de Deathwish, el cual recorrió Europa en tan solo 7 días; la banda recorrió este festival junto con Converge, Trap Them y Young and in the Way.
Harm's Way lanzó su tercer álbum de estudio, Rust a través Deathwish el 10 de marzo de 2015 y lo promovió con un video musical para la canción «Amongst the Rust». Al comentar sobre los cambios musicales y de imágenes de la banda con Rust, Mills dijo: «Todavía estamos encerrados en estos nichos en las mentes de las personas, ya sabes, banda hardcore de tipo duro y carnoso, banda de death metal que adora a Satanás, lo que sea. Vemos a Rust como no solo una nueva fase musical: estamos cambiando el logotipo antiguo y tomando una dirección diferente con las imágenes para tratar de alejar a las personas de generalizaciones y suposiciones basadas en cosas que realmente no representan quiénes somos como personas o músicos». El álbum fue recibido con críticas generalmente positivas. Al escribir para Rock Sound, Chris Hidden le dio al álbum un ocho de diez, y dijo: «Este nuevo disco los encuentra en una forma formidable, con los gustos de 'Amongst The Rust' y 'Cancerous Ways' mezclando el ataque de riff sintonizado de nu metal con thrash dirigido por el groove y la intensidad aplastante del hardcore para producir un sonido que hace referencia a todos, desde Sepultura hasta Trapped Under Ice». Harm's Way comenzó a hacer giras en apoyo de Rust con una gira norteamericana en marzo y abril de 2015 con Code Orange y otros, una gira europea de mayo y junio, la etapa europea de Deathwish Fest y la gira estadounidense en julio, y una gira norteamericana con The Black Dahlia Murder en octubre.
El 6 de diciembre de 2017, la banda anunció su cuarto álbum de estudio y su debut en Metal Blade Records, titulado Posthuman. El álbum se lanzó el 9 de febrero de 2018 y fue producido por Will Putney en el Graphic Nature Audio. Un año después, en 2019, Harm's Way lanzó un EP de cuatro canciones titulado PSTHMN con remixes industriales de canciones de Posthuman.

## Discografía
Álbumes de estudio
- Reality Approaches LP (2009, Organized Crime Records)
- Isolation CD/LP (2011, Closed Casket Activities)
- Rust CD/LP (2015, Deathwish Inc.)
- Posthuman CD/LP (2018, Metal Blade Records)

EPs
- Imprisoned 7" (2007, Organized Crime Records)
- Harm's Way 7" (2008, Organized Crime Records)
- No Gods, No Masters 7" (2010, Closed Casket Activities)
- Blinded CD/12" (2013, Deathwish Inc.)
- PSTHMN 12" (2019, Metal Blade Records)

Sencillos
- "Breeding Grounds" 7" (2011, Closed Casket Activities)

Demos
- Demo 2005 tape (2005)
- Harsh Distractions Vol. I tape (2009)